# Albères-Massiv
Das Albères-Massiv ist ein rund 600 Quadratkilometer großer Aufbruch im Grundgebirge der östlichen Pyrenäen, der vorwiegend aus metamorphen paläozoischen Schiefern, Gneisen und Ganitoiden aufgebaut wird. Es ermöglicht den kontinuierlichen Einblick in eine bis zu acht Kilometer mächtige Gesteinsserie, deren Metamorphosegrad von recht niedriggradigen Grünschiefern bis hin zu hochgradigen Granuliten und assoziierten anatektischen Gesteinen reicht.

## Geographische Lage

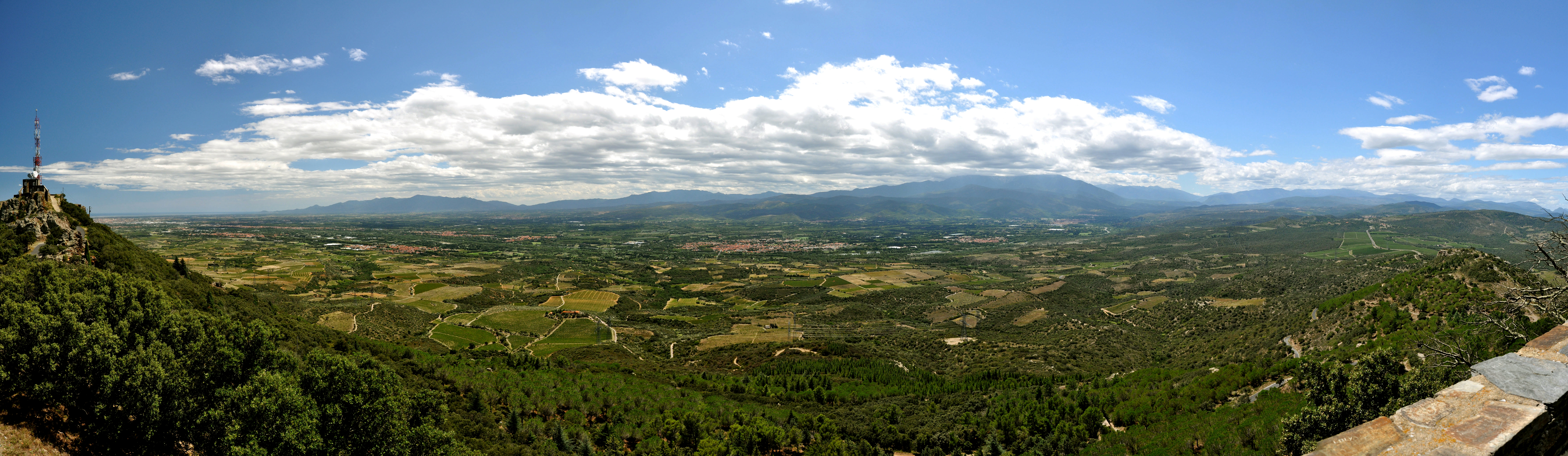
Das Albères-Massiv gesehen aus nordwestlicher Richtung vom Força Réal. Der Blick geht über den Westrand des Roussillon-Beckens.

Das Albères-Massiv ist ein Halbdom mit in etwa rechteckigen Ausmaßen, 25 bis 30 Kilometer in Ost-West-Richtung und 20 Kilometer in Nord-Süd-Richtung. An seiner Ostseite taucht es ins Mittelmeer ab. Im Südosten wird es durch die Valetta-Verwerfung vom Cap-de-Creus-Massiv abgetrennt. Nach Süden versinkt es unter den neogenen Sedimenten des Empordà-Beckens. Im Westen wird es von der Nordnordwest-Südsüdost-streichenden La-Jonquera-Verwerfung abgeschnitten. Ihre Nordbegrenzung bildet die Tech-Verwerfung, eine Ostnordost-Westsüdwest-streichende Abschiebung, an der das neogene Roussillon-Becken eingebrochen ist.

## Aufbau

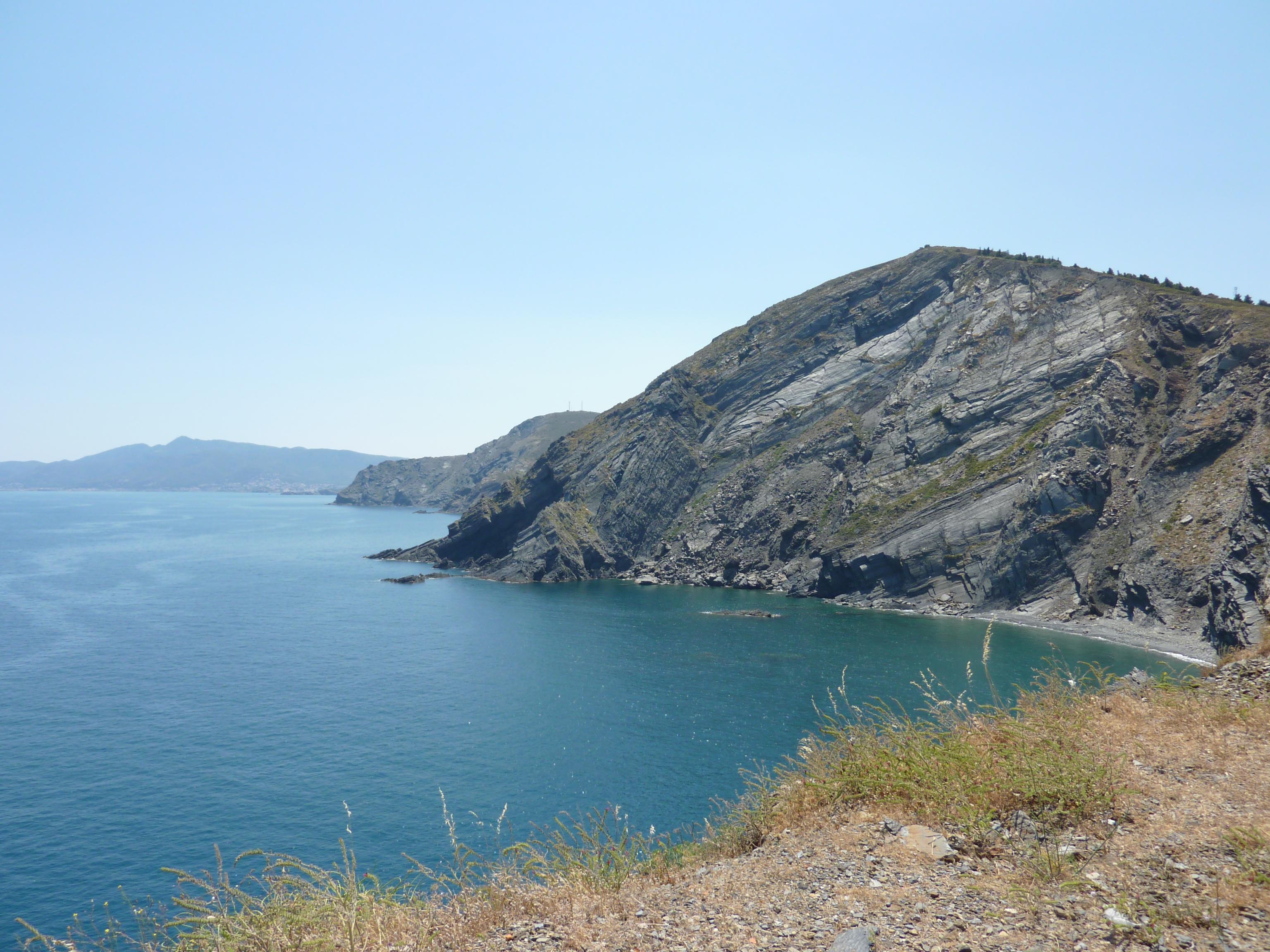
Das Cap Cerbère (Pointe d'Oiseau) mit Schiefern der Chloritzone

Wie auch andere Gundgebirgsmassive in der primären Achsenzone der Pyrenäen besteht das Albères-Massiv aus einer neoproterozoisch-paläozoischen Sedimentserie, die während der variszischen Orogenese metamorphosiert und gegen Ende der Gebirgsbildung von verschiedenen Granitoiden intrudiert wurde.

### Metasedimente

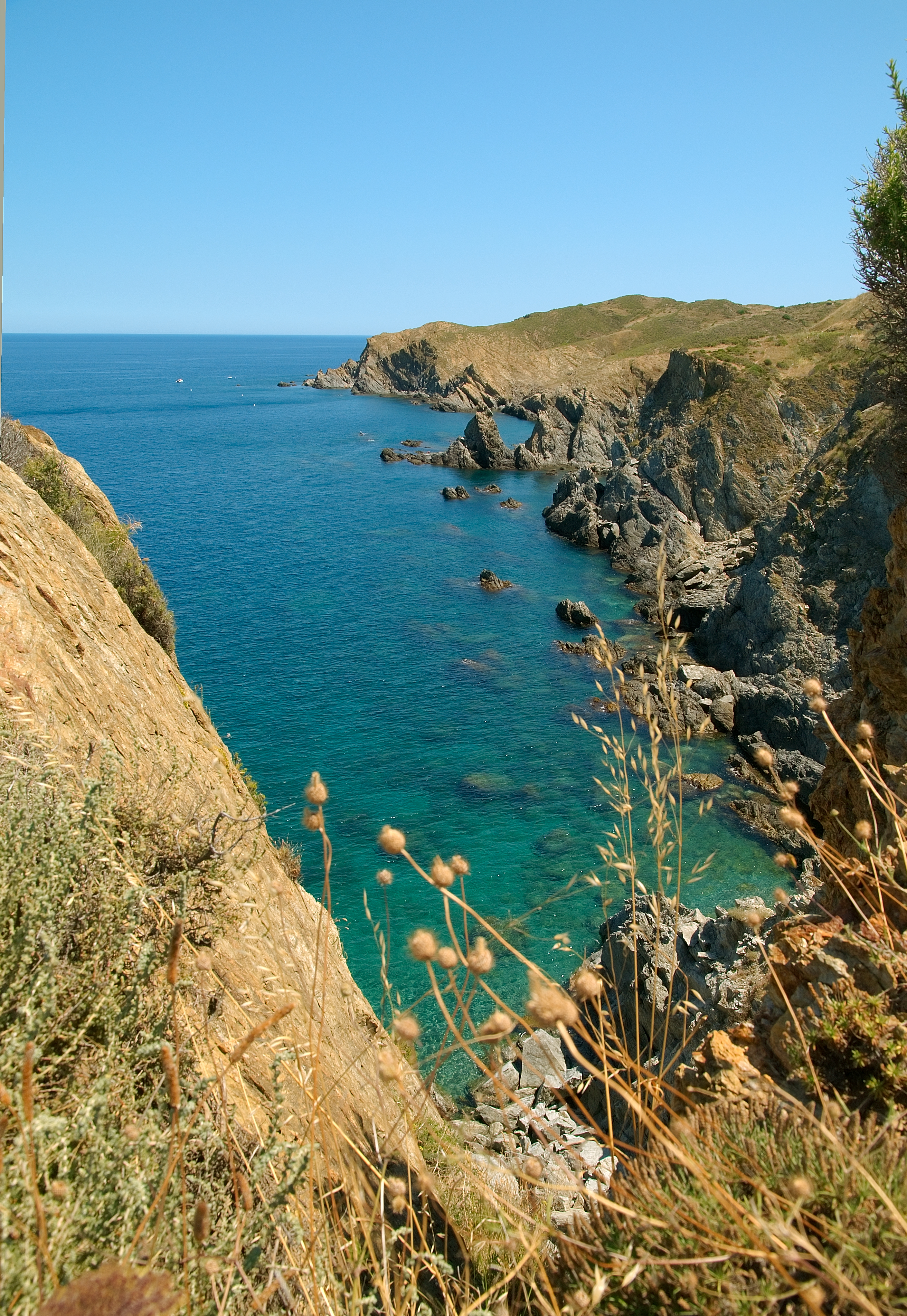
Metasedimente der Biotit-Zone an der Mittelmeerküste bei Banyuls-sur-Mer

Die metasedimentäre Abfolge wird von Areniten und Peliten dominiert und reicht bis ins Neoproterozoikum (Ediacarium) zurück, ist jedoch überwiegend Kambro-Ordovizischen Alters. Eingeschlossen in die Sedimente sind gelegentliche Lagen von Kalken (Marmore) und auch Vulkaniten (metamorphosierte Rhyolithporphyre). Durch zwei aushaltende Horizonte kann die Sedimentfolge in drei Teile untergliedert werden: eine basale, 2000 Meter mächtige Lage aus Paragneisen, die von einem 500 Meter dicken Lagergang aus Granit abgedeckt wird, der jetzt als Orthogneis vorliegt. Darüber folgen 1500 Meter der intermediären Lage, die ihrerseits von einem 500 Meter mächtigen Schwarzschieferhorizont von der oberen Lage abgeschieden wird. Die obere Lage wird bis zu 3000 Meter mächtig. Insgesamt umfasst die Sedimentfolge somit maximal 8000 Meter an Gestein. Die Lithologie des Sedimentpakets wechselt nur wenig und bleibt relativ monoton.

### Metamorphose

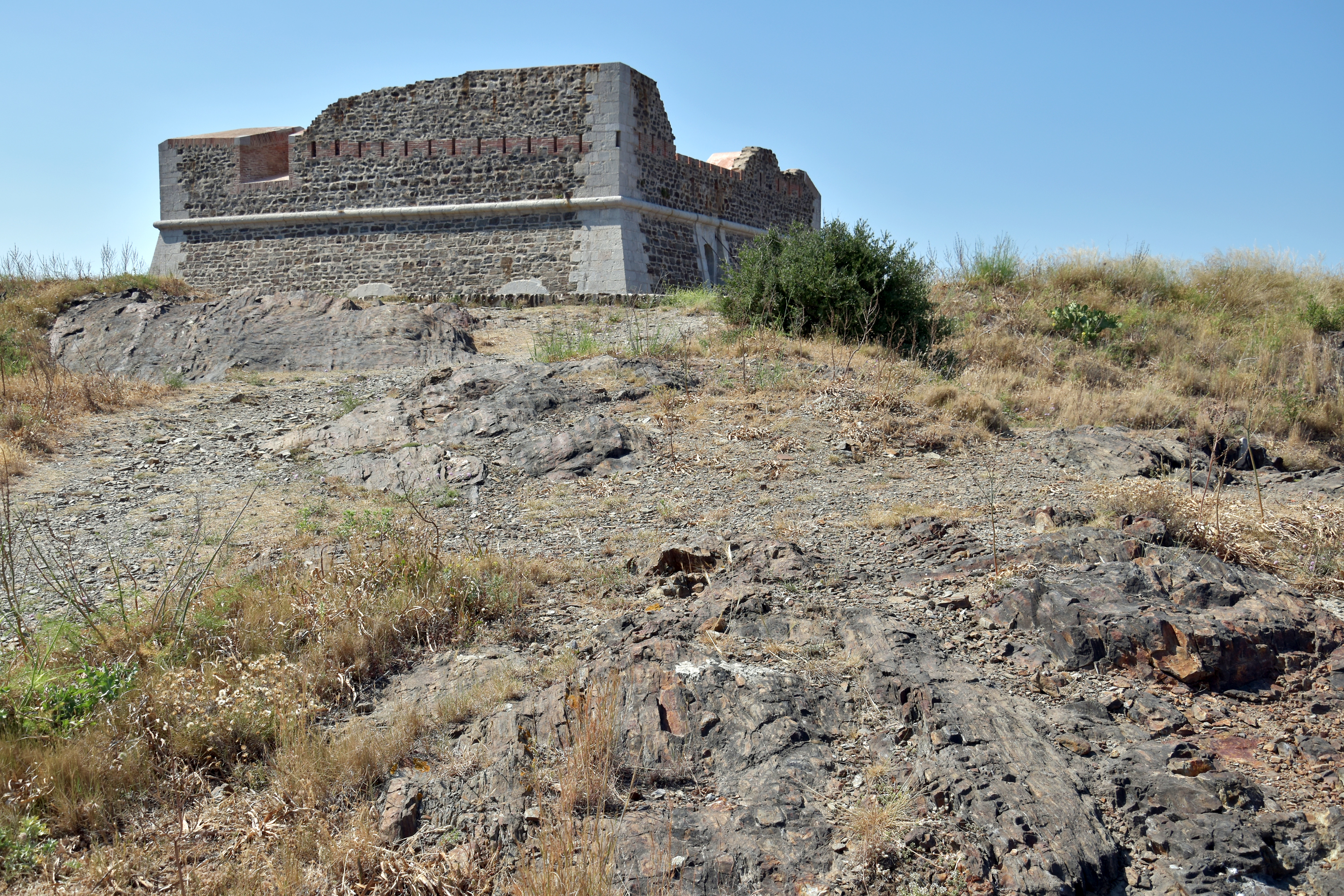
Steilstehende Metasedimente (Schwarzschiefer) der Andalusit-Cordieritzone am Fort Carré bei Collioure

Die Pelite und Arenite der Sedimentfolge erlitten während der variszischen Gebirgsbildungsprozesse im Oberkarbon und Unterperm eine Hochtemperatur-Niedrigdruck-Metamorphose (HT-LP) und wurden zu Metapeliten und Metaareniten verwandelt. Die Metamorphose erfolgte aber nicht einheitlich und reicht von der niedrigmetamorphen grünschieferfaziellen Chloritzone bis hin zu hochmetamorphen anatektischen Migmatiten. Als maximale Metamorphosebedingungen wurden in der Migmatitzone generell Drucke um 0,35 Gigapascal und Temperaturen um 650 °C erreicht, wohingegen die Basis des Sedimentpakets immerhin bis zu 0,55 Gigapascal und 750 °C registrierte. Folgende metamorphen Zonen sind mit steigendem Metamorphosegrad im Albères-Massiv ausgebildet worden:
- Chlorit-Muscovit-Zone
- Biotit-Zone
- Andalusit-Cordierit-Zone
- Sillimanit-Zone
- Migmatit-Zone

Die niedrigmetamorphe Chlorit-Muscovit-Zone ist im südöstlichen Sektor des Massivs anstehend (zwischen Espolla und Port Bou). Die anderen Zonen folgen dann sukzessiv in Richtung Nordwesten, wo der Wärmepol der migmatitischen Aufschmelzzone im Sektor südlich von Laroque-des-Albères schließlich erreicht wird. Eine vergleichbare HT-LP-Zonierung findet sich auch in anderen Grundgebirgsmassiven der Pyrenäen, wie beispielsweise im Aston-Hospitalet-Massiv, im Canigou-Massiv, im Trois-Seigneurs-Massiv, im Agly-Massiv und im Cap-de-Creus-Massiv.

### Magmatismus
Am Ende der variszischen Regionalmetamorphose wurde das Sedimentpaket von Magmatiten intrudiert, die vier verschiedenen Typen zugeordnet werden können:
- kalkalkalische Granitoide – La-Jonquera-Granit (LJG). Hierzu gehören Granodiorite, Quarzmonzodiorite, Monzogranite und Leukogranite.[3] Sie zeigen Kontaktmetamorphose.
- peraluminose Leukogranite – El-Castellar-Leukogranit (CL), mit Kontaktmetamorphose.
- kleine mafische Intrusionskomplexe (MC). Darunter amphibolhaltige Gabbros, Diorite, Tonalite und Ultramafite. Teilweise mit Kontaktmetamorphose.
- anatektische Leukogranite (AL). Diese sind als zahlreiche Stöcke und Gänge ausgebildet und stehen in engem Zusammenhang mit der Migmatitzone im tiefsten kontinentalen Krustenstockwerk.[4]

Die peraluminosen und die anatektischen Leukogranite können aufgrund ihres sehr ähnlichen Chemismus zu einer Magmengruppe zusammengefasst werden, somit bleiben drei Magmenfamilien übrig – Mafite, Kalkalkaligesteine und Leukogranite.
Die Magmatite nehmen insgesamt knapp 30 % des Albères-Massivs ein. Mit Ausnahme der anatektischen Leukogranite stehen diese spätvariszischen Intrusivgesteine jedoch in keinem direkten genetischen Zusammenhang mit den Metamorphiten. Sie gehören unterschiedlichen Stockwerken an und haben ihre Nachbargesteine kontaktmetamorph verändert. Sie intrudierten im Verlauf der Deformationsphase D2 in die Oberkruste, vergleichbar mit anderen magmatischen Komplexen in den Pyrenäen, so z. B. dem Komplex vom Mont Louis-Andorra, dem Komplex von Cauterets-Panticosa und dem Granodiorit des Trois-Seigneurs-Massivs.

#### Geochemie
In einem Diagramm mit den initialen Isotopenverhältnissen 143Nd/144Nd gegenüber 87Sr/86Sr zeigen die Magmatite des Albères-Massivs durchaus vergleichbare Positionen mit anderen repräsentativen Magmatiten der Pyrenäen. Die Mafite befinden sich nahe dem Schnittpunkt der beiden Bulk-Earth-Geraden (mit Nd-Wert bei 0,51215, Sr-Wert bei 0,704) im Mantle Array (und sind somit im Bereich des Erdmantels entstanden), die anatektischen Magmatite liegen in unmittelbarer Nähe von Orthogneisen (Nd-Wert bei 0,5120, Sr-Werte bei 0,720) und die kalkalkalischen Granitoide nehmen eine Mittlerstellung ein (Nd-Wert bei 0,51195, Sr-Werte bei 0,710). Die sehr konstante Isotopensignatur der kalkalkalischen Magmatite spricht nicht für Magmenmischung im Endstadium der magmatischen Entwicklung, sondern verweist auf entweder sehr homogene Ausgangsgesteine oder auf Kristallisation eines sehr homogenen Magmas in der Unterkruste unter den Bedingungen eines abgeschlossenen Systems, d. h. ohne anderweitige Magmen- bzw. Stoffzufuhr.

#### Petrogenese
Die Mafite sind wahrscheinlich durch fraktionierte Kristallisation aus wasserhaltigen kalkalkalischen Basaltmagmen des Erdmantels hervorgegangen. Kleinere Ansammlungen von Hornblenditen und Cortlanditen dürften Kumulate darstellen, wohingegen es sich bei den Dioriten und Tonaliten um weiterentwickelte Schmelzen handelt. Wahrscheinlich sind die Mafite für die initiale Wärme- und untergeordnet auch Massenzufuhr im Orogen verantwortlich. Ihre unterschiedliche Anreicherung an Leichten Seltenen Erden (LREE) deutet auf sehr unterschiedlich ausgebildete Mantelbereiche hin.
Partielles Aufschmelzen von Metasedimenten und Orthogneisen in der Migmatitzone erzeugte zahlreiche peraluminose Leukogranitkörper, die dann in höhere Kustenbereiche aufstiegen und sich dort als Stöcke und Gänge von anatektischen Leukograniten festsetzten. Der El-Castellar-Leukogranit dürfte hierbei aus dem tiefsten Bereich der Migmatitzone stammen und verweist überdies auf den Umfang der anatektischen Schmelzbildung.
Die Interpretation der Granodiorite ist wegen ihres hohen CaO-Gehaltes schwierig und schließt eine einfache Vermischung von Mafiten und Leukograniten aus. Sie dürften vielmehr durch partielles Aufschmelzen in der Unterkruste unter granulitfaziellen Bedingungen aus Metatonaliten, Metaandesiten oder unentwickelten Metasedimenten hervorgegangen sein. Die Quarzmonzodiorite stellen in diesem Szenario Kumulate dar, wohingegen der La-Jonquera-Granodiorit das am weitesten entwickelte Magma repräsentiert.

#### Alter
La Cocherie fand 1984 mittels der Rubidium-Strontium-Methode für Granodiorite und Quarzmonzodiorite des La-Jonquera-Massivs ein Alter von 282 ± 5 Millionen Jahre BP, was einem Alter aus dem Unterperm (Artinskium) entspricht. Neuere Datierungen mittels der Uran-Blei-Methode an Zirkonen haben jedoch wesentlich höhere Alter bei 305 Millionen Jahren BP erbracht (Oberkarbon, Kasimovium) und stellen somit die Verlässlichkeit der mittels der Rubidium-Strontium-Methode erzielten Ergebnisse in Frage. Liesa und Kollegen konnten 2011 ebenfalls mit der Uran-Blei-Methode an Zirkonen den Lagergang und die Metarhyolithe in den Metasedimenten datieren. Als Ergebnis fanden sie mit 470 ± 3 Millionen Jahre BP für den Lagergang und 465 bis 472 Millionen Jahre BP für die Rhyolithporphyre (Übergang Unteres bis Mittleres Ordovizium)praktisch identische Alter. Da die Rhyolithe als Gänge intrudierten stellt ihr Alter von 472 Millionen Jahren BP somit ein Minimalalter für die Metasedimente dar, die folglich älter als Mittelordovizium sind.

### Tektonik

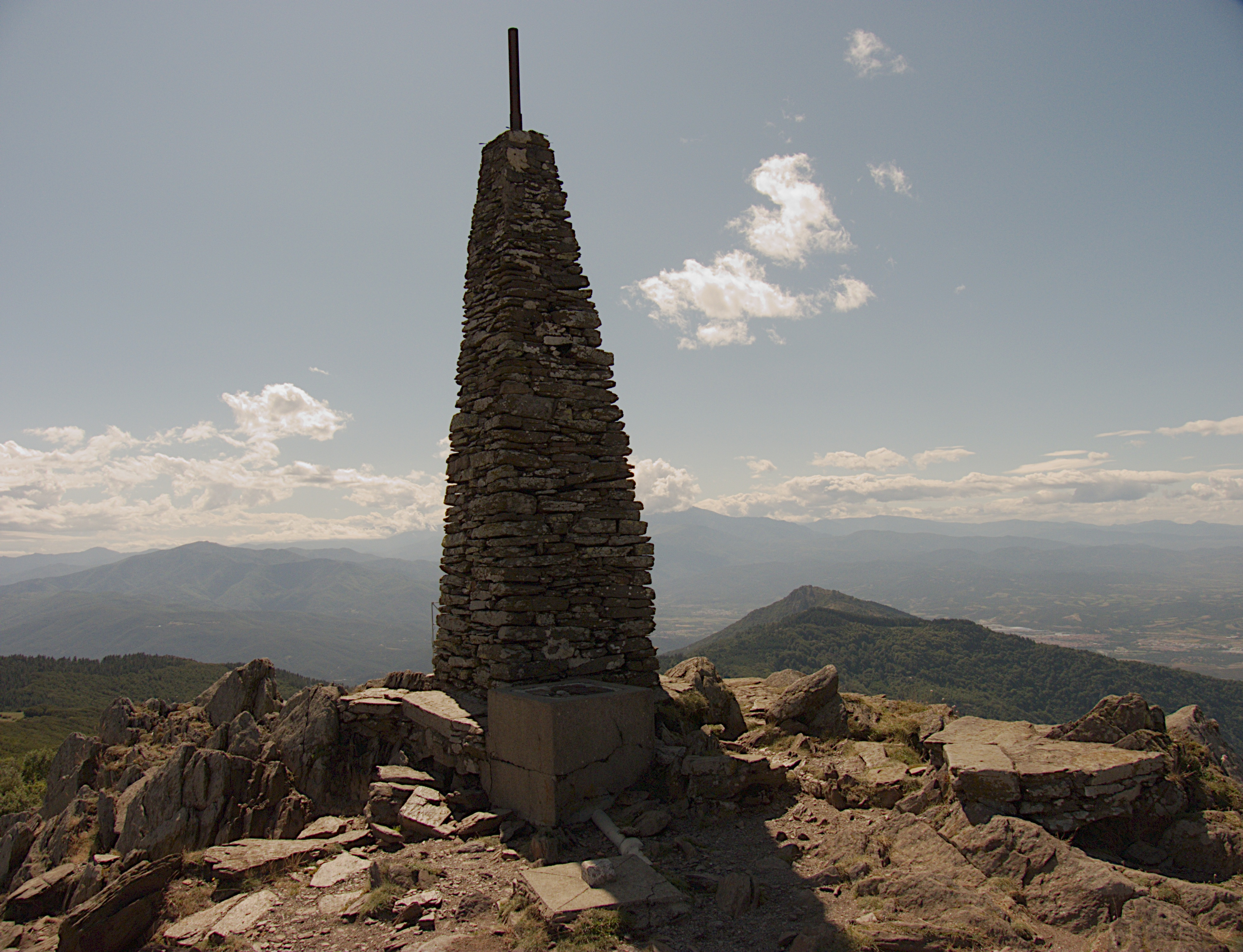
Der Puig Neulós, mit 1256 Metern höchster Punkt des Albères-Massivs

Charakteristisch für die Pyrenäen sind domartige Grundgebirgsaufbrüche (Massive), die von engständig verfalteten Bereichen umgürtet werden. Die Faltenachsen streichen generell Ostsüdost-Westnordwest und die Faltenachsenebenen sind aus der Vertikalen leicht nach Südwest geneigt.
Im Albères-Massiv können zwei Deformationsphasen D1 und D2 in den Metasedimenten unterschieden werden. Die erste Deformationsphase D1 ist für die Ausbildung der regionalen Schieferung S1 verantwortlich. Die zweite Deformationsphase D2 ist uneinheitlich angelegt. Es haben sich F2-Falten gebildet, die D1-Strukturen überprägen, und zwar in sämtlichen Größenordnungen. Die Achsenebenen der F2-Falten fallen steil nach Nord oder Nordost ein. Die F2-Falten haben gewöhnlich eine Krenulation unter Ausbildung einer neuen Schieferung S2 bewirkt. Die S2-Schieferung ist in allen Granitoiden aufzufinden, wohingegen die S1-Schieferung die Granitoide nicht belangt und daher wesentlich älter ist. Strecklineare, die mit der Schieferung S2 assoziiert sind, fallen nur ganz leicht nach West oder Nordwest ein.
Örtlich können die Strukturen der beiden Deformationsphasen D1 und D2 auch noch zusätzlich von Myloniten unsicheren Alters überprägt werden. Nach Abschluss der duktilen herzynischen Tektonik wurde das gesamte Massiv im Paläogen von Überschiebungen (Kompressionstektonik) durchsetzt. Im Neogen setzte dann Dehnungstektonik ein, welche meso- und känozoische Sedimente mit Abschiebungen durchzog und beispielsweise auch für die umliegenden neogenen Becken (Empordà und Roussillon) verantwortlich zeichnet.
Die Deformationsphase D1 wird einer generell nach Süd gerichteten Überschiebungstektonik zugeschrieben. Sie erfolgte im Verlauf der prograden Metamorphose und dauerte bis zum Metamorphosehöhepunkt. Die Deformationsphase D2 verlief vorwiegend retrograd und war weiterhin kompressiv in Nord-Süd-Richtung, hatte aber zusätzlich noch eine rechtsverschiebende Scherkomponente aufzuweisen (dextrale Transpression). Sie hatte kurz vor dem Metamorphosehöhepunkt eingesetzt, überdauerte das Maximum und klang erst mit dem Abfallen der Druck-Temperatur-Bedingungen wieder aus.